# Oskar Becker
Pour les articles homonymes, voir Becker.
Oskar Becker (5 septembre 1889 - 13 novembre 1964) est un philosophe, logicien, mathématicien et historien des mathématiques allemand.

## Formation
Becker est né à Leipzig, où il étudie les mathématiques. Sa thèse sous Otto Hölder et Karl Rohn (en) (1914) est intitulée On the Decomposition of Polygons in non-intersecting triangles on the Basis of the Axioms of Connection and Order et porte sur la décomposition des polygones en triangles non sécants fondée sur les bases des axiomes de connexion et d'ordre.
Il sert pendant la Première Guerre mondiale et retourne étudier la philosophie avec Edmund Husserl, écrivant son mémoire d'habilitation sur les Investigations of the Phenomenological Foundations of Geometry and their Physical Applications (1923). Becker est l'assistant de Husserl, officieusement, puis l'éditeur officiel de l'Annuaire de la recherche phénoménologique .

## Travail en phénoménologie et philosophie mathématique
Il publie Mathematical Existence, son ouvrage majeur, dans l'Annuaire en 1927. Un ouvrage célèbre qui figurait également dans l' Annuaire cette année-là était L' Être et Temps de Martin Heidegger. Becker assiste fréquemment aux séminaires de Heidegger au cours de ces années.
Becker utilise non seulement la phénoménologie husserlienne, mais, beaucoup plus controversée, l'herméneutique heideggerienne, discutant du comptage arithmétique comme du fait « d'être près de la mort ». Son travail a été critiqué à la fois par les néo-kantiens et par des logiciens rationalistes plus traditionnels, auxquels Becker a répondu avec empressement. Ce travail n’a pas eu une grande influence sur les débats ultérieurs sur les fondements des mathématiques, malgré ses nombreuses analyses intéressantes sur le sujet de son titre.
Becker a débattu avec David Hilbert et Paul Bernays du rôle de l'infini potentiel dans la métamathématique formaliste de Hilbert. Becker a fait valoir que Hilbert ne pouvait pas en rester au finitisme, mais devait assumer le potentiel infini. Il est clair que Hilbert et Bernays acceptent implicitement l'infini potentiel, mais ils prétendent que chaque induction dans leurs preuves est finie. Becker avait raison de dire qu'une induction complète était nécessaire pour les affirmations de cohérence sous la forme de phrases universellement quantifiées, par opposition à l'affirmation selon laquelle un prédicat est valable pour chaque nombre naturel individuel.

## Logique intuitionniste et modale
Becker a entamé la formalisation de la logique intuitionniste de Jan Brouwer. Il a développé une sémantique de la logique intuitionniste basée sur la phénoménologie de Husserl, une sémantique utilisée par Arend Heyting dans sa propre formalisation. Becker a cherché à formuler le rejet du tiers exclu approprié à la logique intuitionniste. Becker a finalement échoué à distinguer correctement la négation classique et intuitionniste, mais il a effectué une première percée. Dans une annexe de son livre sur l'existence mathématique, Becker pose le problème de la recherche d'un calcul formel pour la logique intuitionniste. Au début des années 1950, dans une série de travaux, il a étudié les logiques modales, intuitionnistes, probabilistes et autres.
Becker a contribué à la logique modale (la logique de la nécessité et la possibilité) et le postulat de Becker, l'affirmation selon laquelle le statut modal est nécessaire (par exemple, que la possibilité de P implique la nécessité de la possibilité de P, ainsi que l' itération de nécessité) est nommé d'après lui. Le postulat de Becker a par la suite joué un rôle dans la formalisation donnée par Charles Hartshorne, théologien de process américain, de la preuve ontologique de l'existence de Dieu, stimulée par des conversations avec le positiviste logique et opposant de la prétendue preuve, Rudolf Carnap.

## Histoire des mathématiques
Becker a également apporté d'importantes contributions à l'histoire et à l'interprétation des mathématiques de la Grèce antique. Becker, comme plusieurs autres, souligne la "crise" dans les mathématiques grecques occasionnée par la découverte de l'incommensurabilité du côté du pentagone (ou plus tard, aveces preuves plus simples, du triangle) par Hippase de Métaponte, et la menace (littéralement) des nombres irrationnels. Pour les théoriciens allemands de la "crise", la diagonale pythagoricienne de la place avait un impact similaire à la méthode de diagonalisation de Cantor consistant à générer des infinis d'ordre supérieur, et à la méthode de diagonalisation de Gödel dans la preuve de Gödel de l'incomplétude de l'arithmétique formelle. Becker, à l'instar de plusieurs historiens précédents, suggère d'éviter les ratios et les proportions en évitant l'énoncé arithmétique des grandeurs géométriques dans Euclide, en raison du recul dû au choc de l'incommensurabilité. Becker a également montré que tous les théorèmes de la théorie des proportions euclidiennes pourraient être prouvés en utilisant une alternative antérieure à la technique d'Eudoxe, que Becker a trouvée énoncée dans les Topiques d'Aristote et que Becker attribue à Théétète. Becker a également montré comment une logique constructive refusant le tiers exclu sans restriction pouvait être utilisée pour reconstruire la plupart des preuves d'Euclide.
Des commentateurs révisionnistes plus récents, tels que Wilbur Knorr et David Fowler, ont accusé les historiens des mathématiques grecques du début du XXe siècle, tels que Becker, d’avoir lu de manière illégitime la crise de leur époque jusque dans la première période grecque. (Cette «crise» peut inclure à la fois la crise de la théorie des ensembles du XXe siècle et les fondements des mathématiques, et la crise générale de la Première Guerre mondiale, le renversement du Kaiser, les soulèvements communistes et la République de Weimar.)

## Réflexions ultérieures
À la fin de sa vie, Becker réaffirme la distinction entre intuition du domaine formel et platonicien par opposition au domaine existentiel concret, au moins à la terminologie de la divination. Dans son Dasein und Dawesen Becker préconise ce qu'il appelle une divination "mantique". L'herméneutique de type heideggerien est applicable à la vie individuelle, mais le déchiffrement "mantique" est nécessaire non seulement en mathématiques, mais également en esthétique et dans la recherche de l'inconscient. Ces domaines traitent de l'éternel et de la structure, tels que les symétries de la nature, et sont correctement étudiés par une phénoménologie mantique, et non par une herméneutique. (L'accent mis par Becker sur l'intemporalité et la nature formelle de l'inconscient présente certains parallèles avec le récit de Jacques Lacan.)

## Contacts et correspondance
Becker a eu une longue correspondance avec certains des plus grands mathématiciens et philosophes de l'époque. Parmi ceux-ci figurent Wilhelm Ackermann, Abraham Adolf Fraenkel, Arend Heyting, David Hilbert, John von Neumann, Hermann Weyl et Ernst Zermelo parmi les mathématiciens, ainsi que Hans Reichenbach et Felix Kaufmann parmi les philosophes. Les lettres que Becker a reçues de ces personnalités des mathématiques du XXe siècle et des principaux philosophes positivistes logiques, ainsi que les copies de ses lettres adressées à Becker, ont été détruites pendant la Seconde Guerre mondiale.
La correspondance de Becker avec Weyl a été reconstituée (voir bibliographie), les copies des lettres de Becker lui étant conservées, et Becker cite souvent ou paraphrase les propres lettres de Weyl. On pourrait peut-être faire de même avec d'autres parties de cette correspondance précieuse mais perdue. Weyl est entré dans la correspondance avec Becker avec beaucoup d'espoir et d'attentes, étant donné leur admiration mutuelle pour la phénoménologie de Husserl et sa grande admiration pour le travail de Becker. Cependant, Weyl, qui avait des sympathies pour le constructivisme et l'intuitionnisme, a perdu patience lorsqu'il s'est disputé avec Becker au sujet d'une prétendue intuition de l'infini défendu par Becker. Weyl a conclu, avec amertume, que Becker discréditerait les approches phénoménologiques en mathématiques s’il persistait dans cette position.

## Nazisme
Il est possible que le regard sur les premiers travaux de Becker ait souffert de ses allégeances nazies ultérieures. 
Il accueille favorablement l'arrivée du pouvoir d'Hitler en 1933. Le soutien qu'il apporte au régime nazi et aux mesures antisémites est notamment décrit par son ami de longue date Karl Löwith dans Ma vie en Allemagne avant et après 1933 (p. 64-75). Dans les fichiers du Service de sécurité SS (SD) concernant les professeurs de philosophie (SD-dossiers über Philosophie-Professoren), Oskar Becker a été classé de la manière suivante  : « non membre du parti mais fidèle au national socialisme, tente de consolider l'idéologie nationale socialiste ".
Becker développe ainsi en 1938, dans un article publié dans la revue Rasse, l'idée d'une "Métaphysique nordique" dans un style nazi assez standard. Selon Oskar Becker, "le rythme de la vie, qui revient sans cesse dans les dithyrambes dionysiens de Nietzsche, était identique à la volonté de puissance [...] et l'on pourrait dire en l'appliquant à aujourd'hui, concrètement, dans le sens où l'entend la jeunesse: identique aussi au rythme de marche des chemises brunes [de la SA]" .
Deux philosophes compétents qui étudiaient Becker, Jürgen Habermas et Hans Sluga (en), ont ensuite été confrontés à la question de l’influence du nazisme sur les universités allemandes. L'application des idées de Heidegger à la science théorique (sans parler des mathématiques) ne s'est généralisée que récemment, notamment dans le monde anglo-saxon. De plus, les réponses polémiques de Becker ont probablement aliéné encore plus ses critiques.
Il est décédé à Bonn à l'âge de 75 ans.

### Travaux de Becker
- Über die Zerlegung eines Polygons in exclusive Dreiecke auf Grund der ebenen Axiome der Verknuepfung und Anordnung (Leipzig, 1914)
- "Contributions Toward a Phenomenological Foundation of Geometry and Its Physical Applications", extrait de Beiträge zur phänomenologischen Begründung de Geometrie und ihre physikalischen Anwendungen ( Jahrbuch für Philosophie und Phänomenologische Forschung IV 1923, 493 - 560). Sélections trad. par Theodore Kisiel, dans Phénoménologie et les sciences naturelles, ed. Joseph Kockelmans et Theordore J. Kisiel, Evanston, Illinois: Northwestern University Press, 1970, p. 119 - 143.
- Mathematische Existenz. Untersuchungen zur Logik und Ontologie mathematischer Phänomene ( Jahrbuch für Philosophie und phänomenologische Forschung, Vol. VIII, 1927, 440 - 809.
- "La philosophie d'Edmund Husserl", trad. RO Elverton, dans La phénoménologie de Husserl, éd. RO Elverton, Quadrangle Books, Chicago: 1970, - à l' origine "Die Philosophie Edmund Husserls. Anlässlich seines 70. Geburtstags dargestellt" dans Kantstudien. vol 35, 1930, 119 -150.
- «Eudoxus-Studien: I: Eine voreudoxische Proportionenlehre und ihre Spuren bei Aristoteles und Euklid», Quellen und Studien zur Geschichte der Mathematik, Astronomie et Phyik B. II (1933), 311 - 330. [publié dans Jean Christianidis, éd. Les classiques dans l'histoire des mathématiques grecques, Boston Studies in the Philosophie of Science, vol. 240, Dordrecht / Boston: 2004, 191 - 209, avec intro. par Ken Saito, 188 - 9.] «II: Warum haben Griechnen Existenz der Vierten Proportionale angenommen», 369 - 387, «III: Spuren eines Stetigkeitsaxioms in Art of Dedekindschen zur Zeir des Eudoxos», vol. 3 (1936) 236 - 244, «IV: Das Prinzip des ausgeschlossenen Dritten in der griechischen Mathematik», 370 - 388, «V: Die eudoxische Lehre von den Ideen und den Farben, 3 (1936) 389 - 410.
- "Zur Logik der Modalitäten", dans: Jahrbuch für Philosophie und phänomenologische Forschung, Bd. XI (1930), pp. 497 - 548
- Grundlagen der Mathematik in geschichtlicher Entwicklung, Fribourg / München: Alber, 1954 (2e éd 1964; texte original et texte original publié par Suhrkamp Taschenbuch Wissenschaft 114. Francfort : Suhrkamp, 1975)
- Dasein und Dawesen (1964)
- Lettres à Hermann Weyl, dans Paolo Mancosu et TA Ryckman, «Mathématiques et phénoménologie: la correspondance entre O. Becker et H. Weyl», Philosophia Mathematica, 3 e série, vol. 10 (2002) 174 - 194.

### Sources secondaires
- Annemarie Gethmann-Siefert (en), Jürgen Mittelstraß (en) (sous la direction de): Die Philosophie und die Wissenschaften. Zum Werk Oskar Beckers (La philosophie et les sciences: l'œuvre d'Oskar Becker), Munich, Fink, 2002  (ISBN 3-7705-3659-2)  .
- Wilbur Knorr, «Transcript of a Lecture Delivered at the Annual Convention of the History of Science Society, Atlanta, 28 décembre 1975» dans Jean Christianidis, éd. Les classiques dans l'histoire des mathématiques grecques, Boston Studies in the Philosophie of Science, vol. 240, Dordrecht / Boston: 2004, 245 – 253, particulièrement 249 – 252.
- Joseph Kockelmans et Theordore J. Kisiel, introduction à la traduction de Becker, in Phenomenology and the Natural Sciences, Evanston (Illinois): Northwestern University Press, 1970, 117 - 118.
- Paolo Mancosu et TA Ryckman, «Mathématiques et phénoménologie: la correspondance entre O. Becker et H. Weyl», Philosophia Mathematica, Série 3d, vol. 10 (2002) 130 - 173, bibliographie 195 - 202.
- Paolo Mancosu, éd. De Brouwer à Hilbert, Oxford University Press, 1998, 165 - 167 (sur le formalisme de Hilbert), 277 - 282 (sur la logique intuitionniste).
- Zimny, L., «Oskar Becker Bibliographie», Kantstudien 60 319 - 330.
- Karl Löwith : Ma vie en Allemagne avant et après 1933, Hachette, Paris, 1988, notamment p. 64-75.
- O. Pöggeler : Phänomenologie und philosophische Forschung bei Oskar Becker. Bonn 2000.
- Joseph W. Dauben, Christoph Scriba (éd.) : Writing the History of Mathematics, Birkhäuser Bâle 2002
- Volker Peckhaus (de) (éd.) : Oskar Becker und die Philosophie der Mathematik. Fink, München 2005,  (ISBN 377054126X).
- Wolfram Hogrebe (de) : Die Selbstverstrickung des Philosophen Oskar Becker. In: Hans Jörg Sandkühler (de) (éd.): Philosophie im Nationalsozialismus. Meiner, Hambourg 2009, pages 157–190.

## Voir également
- Phénoménologie transcendantale